# Pontivy Journal
Pontivy Journal est un hebdomadaire local français de Bretagne dont le siège est situé à Pontivy dans le Morbihan.

La zone de diffusion du périodique est localisée sur les cantons de Pontivy et Cléguérec. En 2015, sa diffusion mensuelle est de 5 838 exemplaires en moyenne.